# Tezale Archie
Tezale Archie (ur. 14 marca 1977 roku) – amerykański koszykarz. W sezonie 2007/2008 grał w Górniku Wałbrzych.

## Przebieg kariery
- 1995-2000 Pepperdine (NCAA)
- 2001-2002 Mobile Revelers (NBDL)
- 2002-2002 Brevard Blue Ducks (USBL)
- 2002-2003 Racing Basket Antwerp (BEL)
- 2003-2003 Brevard Blue Ducks (USBL)
- 2003-2004 Fresno Heat Wave (ABA)
- 2003-2004 TED Kolejliler Ankara (TUR)
- 2004-2005 08 Stockholm (SWE)
- 2005-2006 BC Marc Kormend (HUN)
- 2006-2007 Kecskemeti Univer KSE (HUN)
- 2007-2008 Górnik Wałbrzych (POL)
- 2008-2009 Rotterdam Challengers (NED)
- 2008-2009 Polaroid Lami-Ved Kormend (HUN)

## Statystyki podczas występów w PLK
- Sezon 2007/2008 (Górnik Wałbrzych): 26 meczów (średnio 6,6 punktu, 2,7 zbiórki oraz 3,2 asysty w ciągu 28,1 minuty)